# Günter Waluga
Günter Waluga (* 8. April 1954 in Schiffweiler) ist ein deutscher Politiker (SPD).

## Ausbildung und Beruf
In den Jahren 1970 bis 1972 absolvierte Günter Waluga eine Verwaltungsausbildung, von 1972 bis 1975 eine Ausbildung für die Laufbahn des gehobenen Dienstes der allgemeinen Verwaltung. Im Anschluss war er bis 2004 als Verwaltungsbeamter bei der Gemeinde Schiffweiler tätig, zuletzt als Hauptamtsleiter.

## Politik
Der SPD trat Günter Waluga im Jahr 1972 bei. Er übernahm verschiedene Positionen im Gemeindeverband Schiffweiler, deren Vorsitzender er seit 1999 ist. Schwerpunkte von Walugas politischer Arbeit sind Ausländerfragen, Datenschutz und kommunale Fragen.
Günter Waluga war von 2004 bis 2009 Abgeordneter im dreizehnten Landtag des Saarlandes. Er war Mitglied in den Ausschlüssen Eingaben sowie Inneres, Datenschutz, Familie, Frauen und Sport.
Seit dem 1. April 2011, als er für die ausgeschiedene Abgeordnete Cornelia Hoffmann-Bethscheider nachrückte, ist er wieder Mitglied des Landtages.

## Persönliches
Günter Waluga ist römisch-katholisch, verheiratet und hat zwei Kinder.